# Ischnoptera ligula
Ischnoptera ligula är en kackerlacksart som beskrevs av Rehn, J. A. G. och Morgan Hebard 1927. Ischnoptera ligula ingår i släktet Ischnoptera och familjen småkackerlackor.

## Underarter
Arten delas in i följande underarter:
- I. l. ligula
- I. l. collina